# 마이 버킷 리스트
《마이 버킷 리스트》는 인생의 밑바닥을 헤매는 양아치 소년 '강구'와 시한부 인생을 선고받은 소년 '해기'가 좌충우돌 버킷리스트 수행기를 통해 방황하는 청춘을 위로하고 스스로 치유하는 과정을 섬세하게 표현해 삶의 소중함을 일깨워주는 2인극 창작 뮤지컬 작품으로 러닝타임 100분이며 2014년 초연되었다.

## 시놉시스[2]
소년원에서 막 출소한 양아치 록커 강구, 삶이 지긋지긋해 자살을 시도하려고 하는데 한 통의 전화가 온다. 강구가 치명적인 바이러스에 걸렸다는 통보였다. 강구는 바이러스로 자신이 죽는다는 생각에 단번에 병원으로 달려가지만 그곳에는 리얼 시한부 환자인 해기가 있다.
악성 종양으로 시한부 인생을 선고 받은 해기는 남은 시간 동안 죽기 전에 꼭 해보고 싶은 버킷 리스트를 실행 중이었다. 강구와 동창생인 해기는 자신이 죽어도 별로 슬퍼하지 않을 강구에게 자신의 여정에 함께하는 고액의 알바를 제안한다. 그렇게 두 사람은 함께 해기의 버킷 리스트를 실행하는 <플라시보 프로젝트>를 시작하는데....

## 주요 등장인물[3]
- 강구(18세, 남) - 막 소년원에서 출소한 고등학생 양아치 록커, 아무도 없는 집에서 자살을 하려고 하는데 갑자기 걸려온 전화로 해기와 만나게 된다.
- 해기(18세, 남) - 자신의 의지와 상관 없이 머리속에 시한폭탄을 가지고 있는 외유내강 시한부 고등학생, 자신의 버킷리스트를 도와주면서 가장 슬퍼하지 않을 것 같은 강구에게 손을 내민다.

## 캐스팅[4]

### 2014년
강구 역 - 박유덕, 이규형, 주민진
해기 역 - 이지호, 김태경, 배두훈

### 2015년
강구 역 - 이규형, 주민진, 이지호, 박유덕
해기 역 - 김지휘, 배두훈, 김성철

### 2016년
강구 역 - 임병근, 김지휘, 손유동
해기 역 - 유승우, 박시환, 김현진

### 2018년
강구 역 - 박유덕, 주민진
해기 역 - 김지휘, 문남권

### 2019년
강구 역 - 김남호, 주민진
해기 역 - 김지휘, 박시환, 문남권

## 제작진[4]

### 국내 Creative Team
- 작곡 - 김혜성
- 음악감독 - 김혜성
- 편곡 - 박세현
- 안무 - 신선호
- 무대디자인 - 김정란
- 음향디자인 - 이기준
- 소품디자인 - 김정란
- 메이크업디자인 - 이지연

### 기획팀
- 프로듀서 - 이해만, 강병원
- 기획 - 박서연

### 제작사
- 라이브(주)

### 홍보마케팅
- 벨라뮤즈(주)

## 공연장소 및 기간

### 한국 공연장소 및 기간[5]
| 년도 | 장소                                     | 기간                |
| ---- | ---------------------------------------- | ------------------- |
| 2014 | 홍익 대학로 아트센터 소극장              | 14.11.13 ~ 15.01.03 |
| 2015 | 동숭아트센터 꼭두소극장                  | 15.01.26 ~ 15.05.31 |
| 2016 | 충무아트센터 소극장 블루                 | 16.04.23 ~ 16.07.03 |
| 2016 | 빛고을 시민문화관 (광주)                 | 16.08.20 ~ 16.08.21 |
| 2018 | CJ 아지트 대학로 (구 SM아트홀)           | 18.02.24 ~ 08.03.18 |
| 2018 | 원주치악예술관 (원주)                    | 18.07.21 ~ 18.07.22 |
| 2018 | 평촌아트홀 (안양)                        | 18.08.09 ~ 18.08.10 |
| 2019 | 예스24스테이지 2관 (구 대명문화공장 2관) | 19.09.05 ~ 19.09.15 |

### 중국 라이선스 공연장소 및 기간[6]
| 지역                             | 장소                        | 기간                                     |
| -------------------------------- | --------------------------- | ---------------------------------------- |
| 중국 상하이 라이선스 공연        | 상하이 상극장               | 19.05.21 ~ 19.05.26                      |
| 중국 창사 라이선스 공연          | 창사 후난대극원             | 19. 06.08                                |
| 중국 시안 라이선스 공연          | 시안 시안인민극원           | 19.06.14 ~ 19.06.16                      |
| 중국 칭다오 라이선스 공연        | 칭다오 칭다오대극원         | 19.07.24 ~ 19.07.25                      |
| 중국 베이징 라이선스 공연        | 베이징 베이징하이뎬극장     | 19.08.03 ~ 19.08.07                      |
| 중국 항저우 라이선스 공연        | 항저우 항저우대극원오페라홀 | 19.08.13 ~ 19.08.14, 19.08.23 ~ 19.08.24 |
| 중국 닝보 라이선스 공연          | 닝보 닝보문화광장보리대극원 | 19.09.06 ~ 19.09.07                      |
| 중국 샤먼 라이선스 공연          | 샤먼 사면지아경극원         | 19.09.14 ~ 19.09.15                      |
| 중국 푸저우 라이선스 공연        | 푸저우 푸지안회당           | 19.09.20 ~ 19.09.21                      |
| 중국 수저우 라이선스 공연        | 수저우 수저우예술센터       | 19.09.27 ~ 19.09.28                      |
| 중국 우한 라이선스 공연          | 우한 우한중난극장           | 19.11.02 ~19.11.03                       |
| 중국 신천 라이선스 공연          | 신천                        | 19.12.10 ~ 19.12.11                      |
| 중국 광저우 라이선스 공연        | 광저우                      | 19.12.17 ~ 19.12.19                      |
| 중국 상하이 라이선스 공연 (앵콜) | 상하이 상극장               | 19.12.31 ~ 20.01.05                      |

## 넘버[7]
1. 악몽 - 임병근
2. 플라시보 프로젝트 - 김현진
3. 헐 - 배두훈, 이지호
4. 너야 - 김성철, 주민진
5. 길 위에서 - 김성철
6. 에스프레소 더블 - 임병근, 김현진
7. Run - 김지휘, 유승우
8. Someday - 박시환, 유승우
9. 강구의 노래 - 김지휘
10. 등대지기 - 박시환
11. Why Not - 배두훈
12. My Bucket List - 박시환, 손유동

## 다양한 활동
- 2015년에는 자살 방지 캠페인을 진행하였으며, 뮤지컬의 내용에 걸맞게 2015년과 2016년에 연세대 세프란스 병원에서 환자, 보호자, 내원객을 대상으로 병원 콘서트를 진행하였다.[8]
- 2016년에는 CJ오쇼핑에서 국내 최초로 홈쇼핑을 통해 쇼케이스를 선보였다. 공연 관계자는 '이번 쇼케이스는 뮤지컬 콘텐츠와 홈쇼핑의 결합으로 매니아뿐 아니라 일반인들도 쉽게 접할 수 있다록 하기 위해 기획됐다.'고 말했다. 본 홈쇼핑에선 스페셜 패키지로 공연티켓, OST 앨범, 엽서세트로 구성된 상품을 판매하였다.[9]
- 2016년에는 그동안 뮤지컬에 참여했던 배우들이 OST 앨범을 발매하였다.
- 2017년에는 일본과 중국에서 라이선스 초연에 성공하였으며, 2019년에는 한국, 중국, 일본에서 3년 연속 동시 공연을 진행하며 스테디셀러 뮤지컬로 자리매김 하고있다.[10]